# 우리들의 차차차
《우리들의 차차차》는 2022년 8월 15일부터 tvN에서 방송되고 있는 리얼리티 예능 프로그램이다.

## 기획 의도
부부들이 농도 짙은 댄스스포츠를 배우며 다시 한번 부부 관계에 로맨스 바람을 일으키는 리얼리티 프로그램.

## 방송 시간
| 방송 채널 | 방송 기간                        | 방송 시간            |
| --------- | -------------------------------- | -------------------- |
| tvN       | 2022년 8월 15일 ~ 2022년11월 7일 | 월요일 저녁 8시 40분 |

## 출연자

### 진행
- 신동엽
- 이은지

### 출연
- 홍서범
- 조갑경
- 라이머
- 안현모
- 배윤정
- 서경환
- 이대은
- 트루디

## 시청률

### 2022년
| 회차 | 방송일   | AGB 시청률     |
| 회차 | 방송일   | 대한민국(전국) |
| ---- | -------- | -------------- |
| 1    | 8월 15일 | 3.077%         |
| 2    | 8월 22일 | 2.342%         |
| 3    | 8월 29일 | 2.179%         |
| 4    | 9월 5일  | 2.758%         |
| 5    | 9월 12일 | 2.086%         |
| 6    | 9월 19일 | 1.809%         |

## 같이 보기
- 《댄싱 위드 더 스타》 (MBC)